# 언제나 봄날
《언제나 봄날》은 2016년 10월 31일부터 이듬해 4월 21일까지 방영된 MBC 아침 드라마다.

## 기획 의도
조건을 쫓는 사랑과 순수한 사랑의 대비를 통해 요즘 젊은 세대의 사랑과 결혼에 대한 인식과 세태를 현실적으로 조명하고 사랑과 결혼의 진정한 의미에 대한 드라마.

## 등장인물

### 주요 인물
- 선우재덕(주면식 → 강면식) : 58세, 태평 첫째 아들→덕상 아들
- 강별(주인정 → 강인정) : 28세, 면식 딸, 8년 간 군복무 후 중사로 전역, 면식 차녀, 덕상 차손녀
- 권현상(강윤호 → 주윤호) : 28세, KR 후계자, 태평 장손자, 한길&미선 아들
- 김소혜(주세은 → 강세은) : 28세, (주은혜[본명 : 강은혜]) 역 (아역 오아린) - 인정하고 이란성 쌍둥이 언니, 작은 집 양녀, 면식 장녀, 덕상 장손녀
- 박정욱(구현준) : 34세, KR그룹 신임 사장, 청년 사업가

### 주면식의 집
- 김성겸(주태평) : 80세, 면식 아버지→한길 아버지, 윤호&유리 할아버지
- 오미연(손혜자 여사) : 77세, 면식 어머니→한길 어머니, 태평 아내, 윤호&유리 할머니
- 최수린(박종심 여사) : 56세, 면식 아내
- 한은성(주인태 → 강인태) : 30세, 면식 큰아들, 단역배우
- 이유주(주보현) : 7세, 인정 딸, 유치원생

### 강한길의 집
- 이정길(강덕상) : 79세, 한길 아버지→면식 아버지, KR 그룹 명예회장이자 실권자, 종심 시아버지
- 최상훈(강한길 → 주한길) : 58세, 윤호 아버지, 덕상 아들→태평 첫째 아들, KR그룹 회장
- 장희수(이미선) : 55세, 한길 아내, 태평 시아버지
- 김지향(강유리 → 주유리) : 27세, 윤호 동생, 한길&미선 딸, 태평 차손녀

### 주문식의 집
- 김형종(주문식) : 55세, 태평 둘째 아들, KR그룹 전무이사, 한길의 충신
- 이상아(정해선) : 52세, 문식 아내

### 구현준의 집
- 노행하(구지윤) : 27세, 현준의 동생, 배우 지망생

### 주변 인물
- 이해준(박준하) : 33세, KR그룹 회장비서실 비서실장
- 단우(장태우) : 27세, 인정 군대 후배
- 이강일(서영규) : 34세, KR 직영 브런치 까페 지점장

### 그 외 인물
- 홍승범, 이재욱, 이규섭
- 송영재(정영길)
- 손영순
- 최종남(홍이사)
- 원종례(최영숙)
- 원기준(한민수)
- 한소하(유경아)
- 장호준(검사)
- 이재웅, 민정섭, 강인서

### 특별출연
- 이승윤(강 중사)
- 윤택(드래곤K (왕용))

## 결방 및 연장(2017)
- 3월 10일 : MBC 뉴스특보 방송으로 인해 결방.[1]
- 3월 21 · 23일 : MBC 뉴스특보 방송으로 인해 결방.
- 방송 분량이 120부작에서 2회 연장되어 122부작으로 변경 확정되었다.